# Frederiksberg Idrætspark
Frederiksberg Idrætspark er et stadion på Frederiksberg  hvor klubberne KB, FA 2000 og FB spiller deres hjemmekampe. KB og FB i københavnsserien  og FA 2000 i 3 Division.
Stadion har en kapacitet på 5.000 tilskuere hvor af de 1000 er overdækkede siddepladser. Der blev i sommeren 2013 etableret kunstgræs på banen og i 2014 et 250 lux lysanlæg. 
Tilskuerrekorden er 7.000 til en kamp mellem KB og AaB i 1952.
Stadionet benyttes  ligeledes af FIF Atletik.